# Giorgio Baglivi
Giorgio Baglivi (Dubrovnik, Dalmàcia, 8 de setembre de 1668 - Roma, 17 de juny de 1707) va ser un metge italià.
Va estudiar a Nàpols i després a Salern, on en 1688 es va graduar en medicina i filosofia. Posteriorment, es traslladà a Florència, a Pàdua, a algunes ciutats dels Països Baixos i Anglaterra, i el 1692 va arribar a Roma, on s'establí definitivament en 1694. Fou metge d'Innocenci XII i del seu successor Climent XI. En 1696 se li confià l'ensenyament de cirurgia i anatomia a la Universitat de Roma La Sapienza, on el 1700 va tenir la càtedra de medicina teòrica. Fou defensor de les teories iatromecàniques. Feu estudis complexos sobre la doctrina de les fibres com a origen de les malalties. Publicà De Praxi Medica (1696), de sentit gairebé hipocràtic, que ha esdevingut un llibre clàssic de la medicina. Fou un dels clínics més eminents del seu temps; tingué una gran influència sobre els fisiòlegs que el seguiren. Fou un excel·lent metge pràctic, mantenint la pràctica separada de la teoria, va condemnar la filosofizació abstracta i les especulacions buides dels metges del seu temps i li va donar un nou i gran valor a l'antic empirisme hipocràtic, basat en l'experiència i el raonament. Era un partidari convençut de la importància de l'experiència clínica, de l'examen clínic general dels malalts, dels exàmens d'autòpsia acuradament realitzats i de les investigacions fisiològiques realitzades en animals.